# 河愛雪乃
河愛 雪乃（かわい ゆきの、1990年11月16日 - ）は、日本のAV女優。BKプロモーション所属。
身長:158cm。スリーサイズ:B82・W57・H83cm。

## 略歴・人物
神奈川県出身。2013年にAVデビュー。

## 出演作品

### アダルトDVD
2013年
- お台場で見つけたフラワーショップの美人店員さんがAV出ちゃいました!（6月7日、PREMIUM）
- 可愛い顔してイキまくっちゃう 敏感マ○コの女のコ（7月7日、PREMIUM）
- 働くオンナ 3 Vol.04 仕事の合間に自慰にふける天然ドスケベOL 某輸入雑貨店 営業 入社一年目 月収21万円（7月19日、PRESTIGE）
- 夏場の躰に張り付くマキシワンピを着ている女のモリ○ンが気になって、さりげなくイタズラしてみたら?を赤らめながら…（9月12日、DOC）
- 噂の超敏感マ○コ娘、ノンストップ連続イキまくり!（10月7日、PREMIUM）
- 義父の嫁虐り（10月20日、STAR PARADISE）
- 初めての生中出しスペシャル（11月7日、PREMIUM）
- 義父のエロ行為から逃げて自活する為に働く、逃げ場のない美脚派遣社員は社内でセクハラ陵辱を受け続ける（11月9日、HIBINO）
- Gスポットを遥かに越える衝撃的快楽! 雪乃の子宮で感じるポルチオセックス（11月21日、アイエナジー）
- 大人の社交場 料理教室で知り合った若妻とやっちゃった俺（12月5日、AKNR）
- PREMIUM TERRACE HOUSE 極上美女たちのセックス、レズ、大乱交4時間スペシャル（12月7日、PREMIUM）

2014年
- 町内会の行事で近所の人妻とやっちゃった俺（1月9日、AKNR）
- 朝ゴミ出しする近所のノーブラ奥さんとやっちゃった俺 2（3月6日、AKNR）
- 満員電車で痴漢され我慢できずに絶頂する女子校生たち（3月7日、TMA）
- 教育実習生がおりものシートを交換するのは発情期のサイン!（3月20日、AKNR）
- 汗にまみれたお風呂エッチ! 和風SEXって、とってもエッチになります。（3月25日、オーロラプロジェクト）
- ヒロイン凌辱 Vol.70 美少女仮面オーロラ スノープリンセス（5月9日、GIGA）
- 押し込みレイプ魔に性奴隷にされ、すべてを奪われたワタシ…。（5月25日、オーロラ・プロジェクト）
- 聖美少女戦士 セーラースワン（5月25日、特撮連合）
- おやすみ前のふたりの時間（6月7日、S-Cute）
- 脅迫 to be continued…（7月1日、FAプロ）
- 絶対に手を出してはいけない相手をレズ夜這い 8（7月10日、AKNR）